# Atherinella alvarezi
Atherinella alvarezi is een straalvinnige vissensoort uit de familie van koornaarvissen (Atherinopsidae). De wetenschappelijke naam van de soort is voor het eerst geldig gepubliceerd in 1972 door Diaz-Pardo.